# 1 Canis Minoris
1 Canis Minoris, som är stjärnans Flamsteed-beteckning, är en ensam stjärna, belägen i den norra delen av stjärnbilden Lilla hunden. Den har en skenbar magnitud av ca 5,37 och är mycket svagt synlig för blotta ögat där ljusföroreningar ej förekommer. Baserat på parallax enligt Gaia Data Release 2 på ca 11,3 mas, beräknas den befinna sig på ett avstånd på ca 287 ljusår (ca 88 parsek) från solen. Den rör sig närmare solen med en, osäkert fastställd, heliocentrisk radialhastighet på ca -1 km/s.

## Egenskaper
1 Canis Minoris är en vit till blå stjärna av diskuterad spektralklass. Cowley et al. (1969) listade spektralklass A5 IV, som anger en underjättestjärna som har förbrukat förrådet av väte i dess kärna och utvecklas till en jätte. Gray och Garrison (1989) listade den emellertid som en stjärna i huvudserien av spektralklass A4 V. Hipparcos-teamet gav den klass A3 Vn, där 'n' anger "diffusa" spektrallinjer på grund av snabb rotation.
Den har en massa som är ca 2,2 solmassor, en radie som är ca 4,6 solradier och utsänder från dess fotosfär ca 66 gånger mera energi än solen vid en effektiv temperatur av ca 8 400 K.